# Хакасский алюминиевый завод
Хака́сский алюми́ниевый заво́д (ХАЗ) — алюминиевый завод, расположен на промышленной площадке близ города Саяногорска, Хакасия. Принадлежит компании «Российский алюминий».Мощность завода составляет 300 тыс. тонн алюминия в год.
Строительство завода начато в 2004 году, первый металл выплавлен в декабре 2006 года (первый алюминиевый завод, построенный в России за последние 20 лет). Завод вышел на полную мощность в октябре 2007 года
Мощность завода — 300 тысяч тонн металла в год. Общие инвестиции в проект составили более $750 млн. Для получения алюминия на заводе используется прогрессивная технология предварительно обожжённого анода. Электролизный цех завода оснащен 336 электролизерами РА-300 — собственной разработкой компании.